# 中国政府拉美事务特别代表列表
中国政府拉美事务特别代表是中华人民共和国政府任命的特别代表，主要职责为加强中国对拉丁美洲工作，密切中国与拉美国家和地区组织的联系，促进中拉关系发展，于2015年设立。

## 历任特别代表

### 中国政府拉美事务特别代表（2015年至今）
| 姓名   | 任命      | 免职   | 外交衔级 | 外交职务 | 备注 | 备注 |
| ------ | --------- | ------ | -------- | -------- | ---- | ---- |
| 殷恒民 | 2015年8月 | 2018年 | 大使     | 特别代表 |      |      |
| 刘玉琴 | 2018年    | 2021年 | 大使     | 特别代表 |      |      |
| 邱小琪 | 2021年    | 现任   | 大使     | 特别代表 |      |      |